# Antión
Antión (griego Antiguo: Ἁντίων), en la mitología griega, fue el hijo mayor de Perifante y Astaquia (hija de Hipseo). Según leyenda, era el bisnieto  del dios Apolo.
Antión se casó con Perimela, y fueron padres del semidiós Ixión. En algunas narraciones, Ares era el padre de Ixion.